# Jan van Ravesteyn
Jan Anthonisz van Ravesteyn (L'Aia, 1572 – 21 giugno 1657) è stato un pittore olandese attivo alla corte de L'Aia.

## Biografia
Van Ravesteyn nacque a L'Aia. Non si sa chi gli abbia insegnato a dipingere, ma fu un seguace del ritrattista di Delft Michiel van Mierevelt. Van Ravesteyn è menzionato negli archivi della città nel 1597. Dal 1598 fino alla sua morte visse all'Aja, dove nel 1598 divenne membro della Corporazione di San Luca. Nel 1604 sposò Anna Arentsz van Berendrecht e nello stesso anno venne menzionato come buon pittore da Karel van Mander (anche se le sue prime opere sono datate 1611). Nel 1608 acquistò una casa a Molstraat e nel 1628 vi andò ad abitare. Nel 1640 morì sua moglie e nello stesso anno sua figlia Marie sposò uno dei suoi allievi, il pittore Adriaen Hanneman. Nel 1654 andò ad abitare in Nobelstraat vicino alla casa di sua figlia. Nel 1656 lasciò la Corporazione, assieme ad un gruppo di amici pittori scontenti, e fondò la Confrerie Pictura. Era cattolico e il suo nome compare spesso come testimone nei registri della chiesa di Molstraat, come per il matrimonio di sua figlia Agnes nel 1641 con Willem van Culemborgh. Il suo ritratto venne dipinto da Sir Antoon van Dyck ed egli produsse spesso Schutterstuk. La sua bottega realizzò diversi ritratti per i Nassau e fu in competizione con Miereveld per diverse commissioni.
Van Ravesteyn ebbe come allievi Dirck Abrahamsz., Leendert Barthouts, Johannes Harmensz, Borsman, Aelbert Dircksz, Coeppier, Pieter Craen, Jacob Dirksz. van den Enden, Fransise de Goltz, Adriaen Hanneman, Barent Jansz, Thomas Ouwater, Clement Ram, Jan Rassenbourch, Frederick Sonnius, Dirck Verlaer, Jan Pous Voet e Pauwels Willemsz.

## Opere

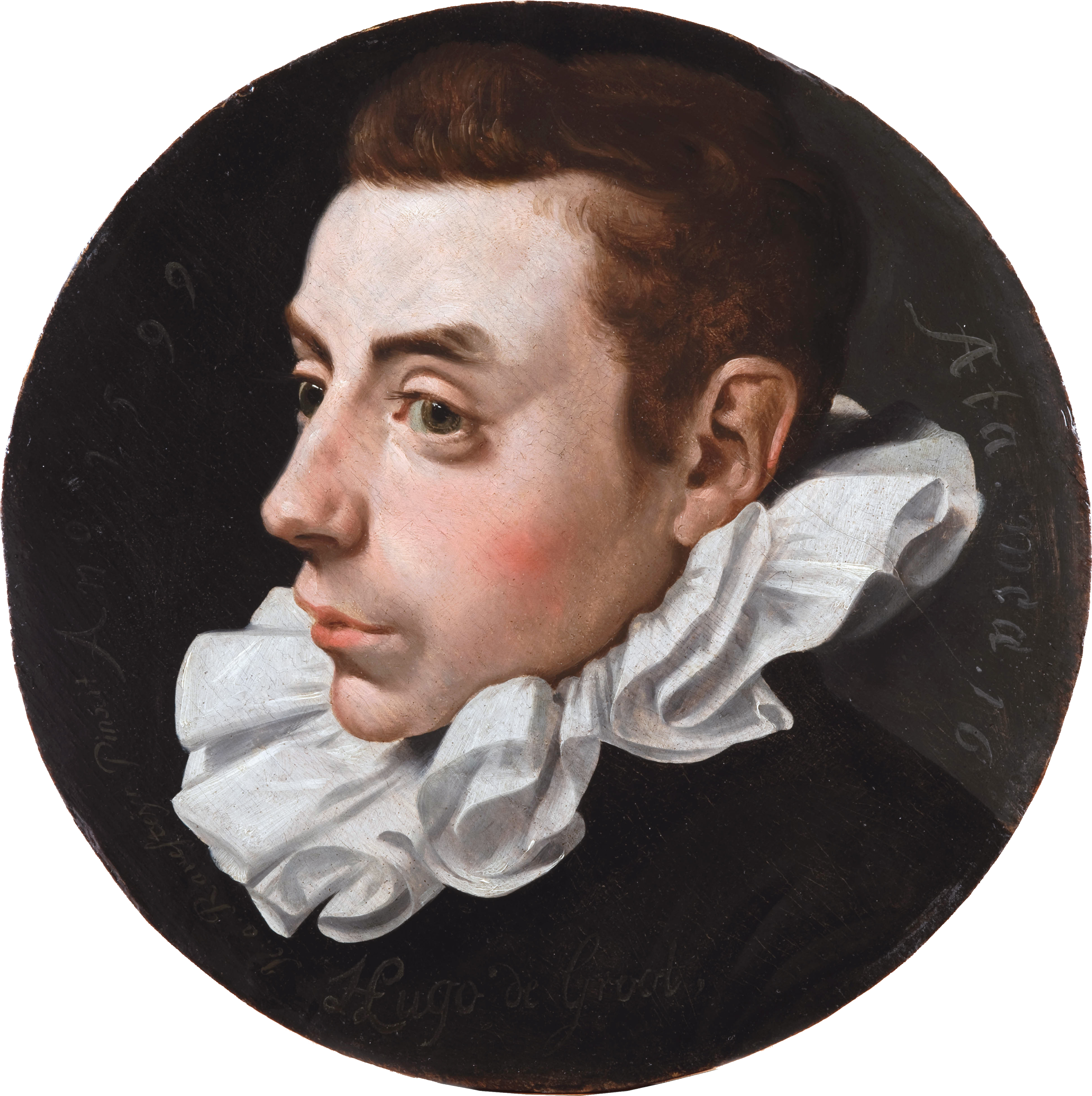
Ugo Grozio all'età di sedici anni (1599)
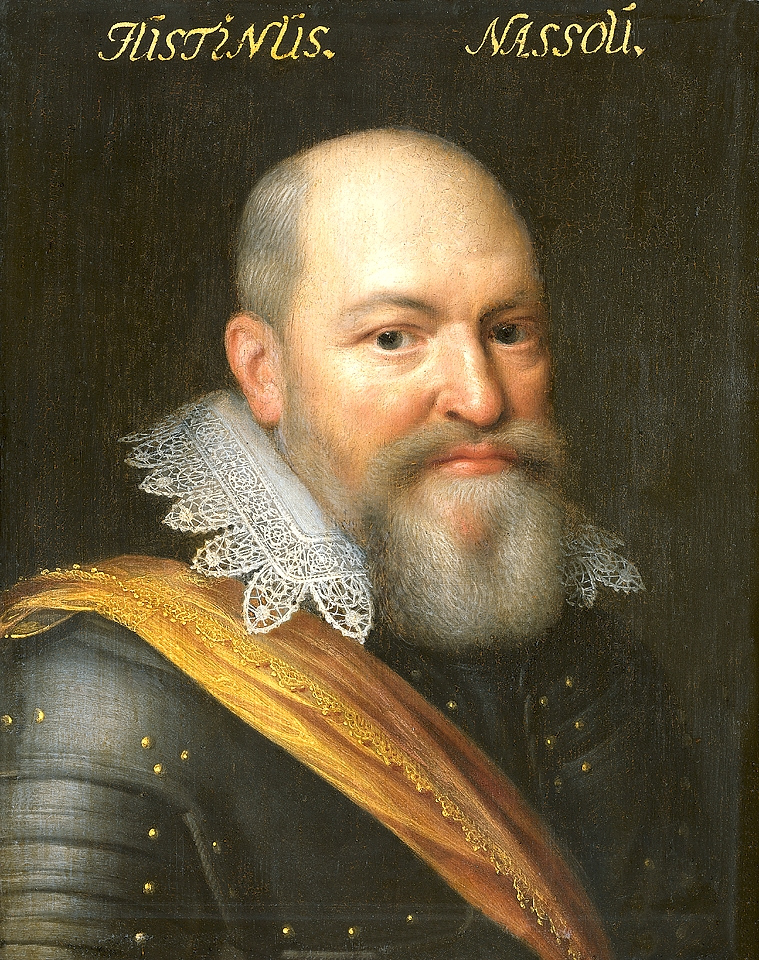
Ritratto di Justinus van Nassau
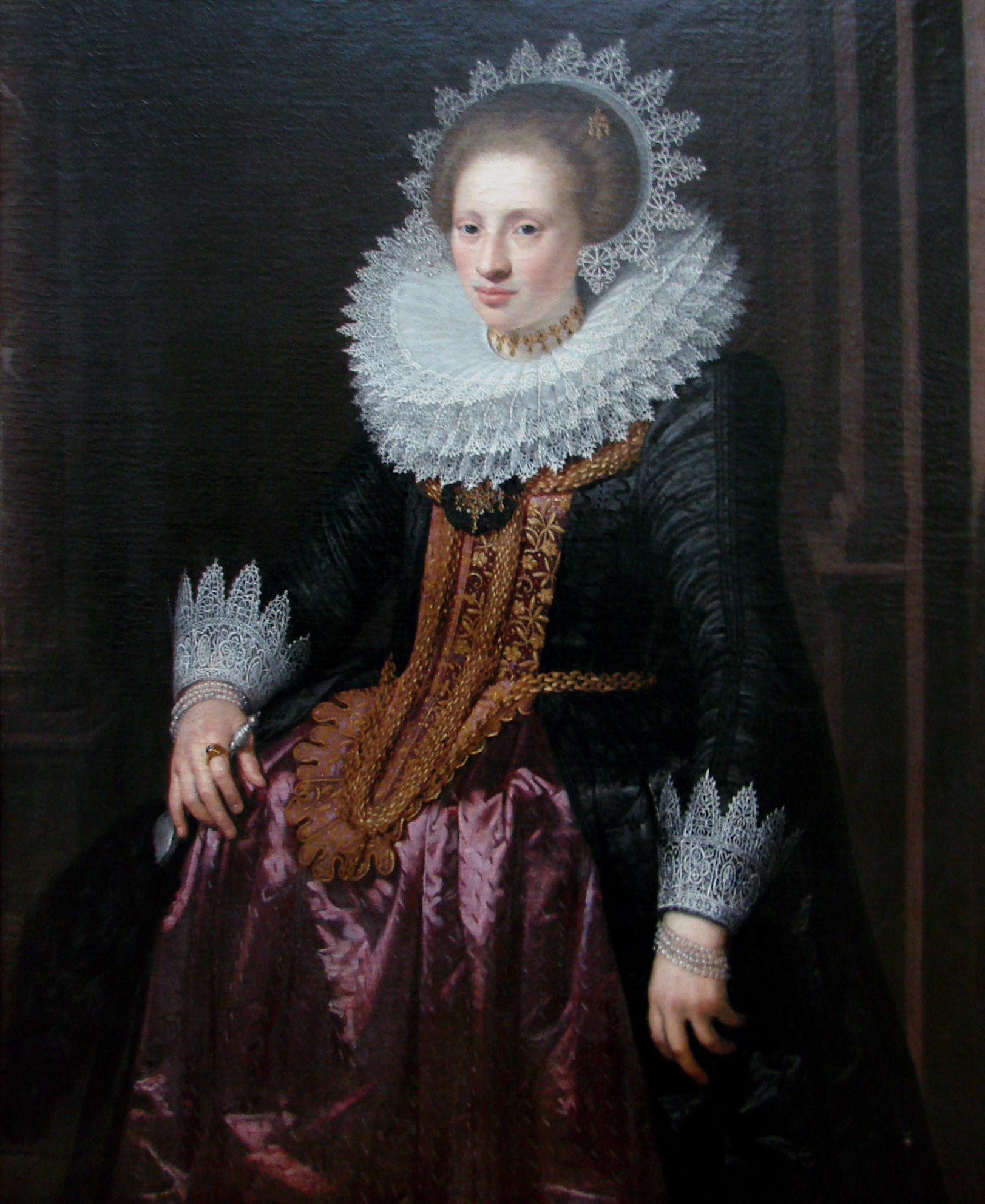
Ritratto di donna (1620)
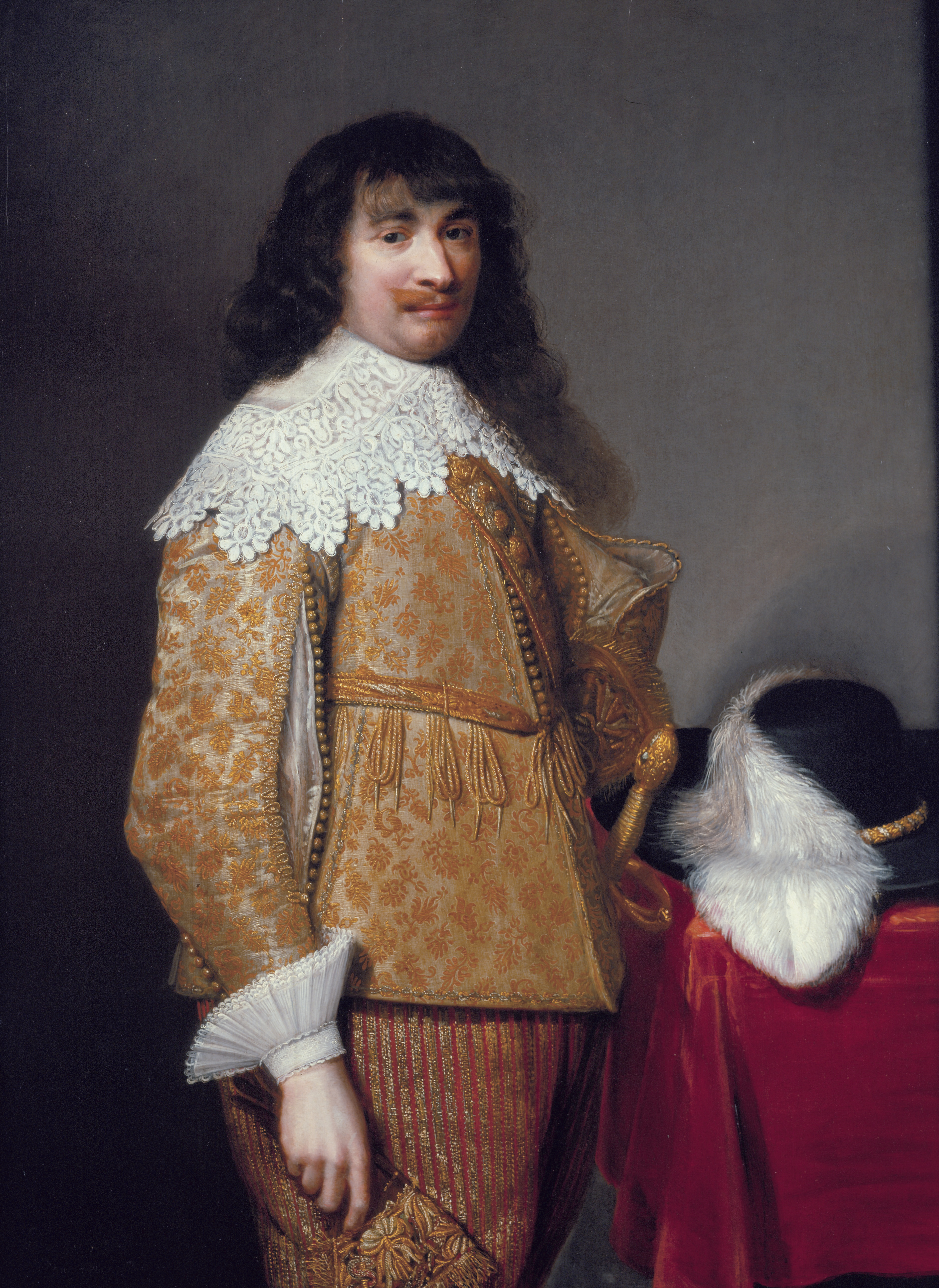
Ufficiale ignoto (1634)